# غويليرمو أكوستا
غويليرمو أكوستا (بالإسبانية: Guillermo Acosta)‏ (31 أكتوبر 1988 بسان ميغيل دي توكومان في الأرجنتين - ) هو لاعب كرة قدم أرجنتيني في مركز الوسط.

## روابط خارجية
- غويليرمو أكوستا على موقع قاعدة بيانات كرة القدم.إي يو (الإنجليزية)
- غويليرمو أكوستا على موقع Soccerway.com (الإنجليزية)